# Shachong
Shachong (kinesiska: 沙冲乡, 沙冲) är en socken i Kina. Den ligger i provinsen Sichuan, i den sydvästra delen av landet, omkring 240 kilometer väster om provinshuvudstaden Chengdu. Antalet invånare är 1 012. Befolkningen består av 500 kvinnor och 512 män. Barn under 15 år utgör 24,0 %, vuxna 15-64 år 65 %, och äldre över 65 år 9,0 %.
Genomsnittlig årsnederbörd är 1 148 millimeter. Den regnigaste månaden är juni, med i genomsnitt 236 mm nederbörd, och den torraste är december, med 6 mm nederbörd.